# Панофтальмит
Панофтальмит (panophthalmitis; греч, pan всё + ophthalmos глаз + -itis) — это острое гнойное воспаление, охватывающее все среды и оболочки глаза, в том числе склеру.
Возникает в результате внедрения инфекции при проникающих повреждениях глазного яблока или гематогенного заноса инфекции в ткани глаза при септических и общих инфекционных заболеваниях (аденовирус, белый и золотистый стафилококк, пневмококк, стрептококк). Возможными возбудителями являются бактерии рода Pseudomonas (в частности, синегнойная палочка), клостридии и грибы. Также может возникать при болезни Уиппла.

## Симптомы
При панофтальмите отмечаются резкие боли в глазу и в соответствующей половине головы, выраженные явления воспаления глаза: отек и гиперемия кожи век, гиперемия и отек конъюнктивы, помутнение роговицы, гной в передней камере, через 1 — 3 суток  заполняющий всю камеру. В тяжелых случаях появляется экзофтальм, нарушается подвижность глазного яблока, резко падают зрительные функции. Панофтальмит сопровождается ознобом, повышением температуры, рвотой.

## Лечение
Сульфаниламидные препараты, внутривенное и внутримышечное введение больших доз антибиотиков широкого спектра действия, под конъюнктиву назначают натриевую соль бензилпенициллина, стрептомицин или мономицин, в стекловидное тело  вводят мономицин;  при применении своевременной комплексной терапии у больных удается сохранить глазное яблоко, предметное зрение восстанавливается редко, в тяжёлых случаях — удаление пораженного глазного яблока.